# Joe Casey
Pour les articles homonymes, voir Casey.
Joe Casey est un scénariste américain de comics.
Il a travaillé sur des titres tels que Wildcats 3.0, Uncanny X-Men, The Intimates, Adventures of Superman, et GI Joe: America's Elite, Ben 10, entre autres.